# Cosmoscarta bicincta
Cosmoscarta bicincta är en insektsart som beskrevs av Victor Lallemand 1931. Cosmoscarta bicincta ingår i släktet Cosmoscarta och familjen spottstritar. Inga underarter finns listade i Catalogue of Life.